# Servitutes personae

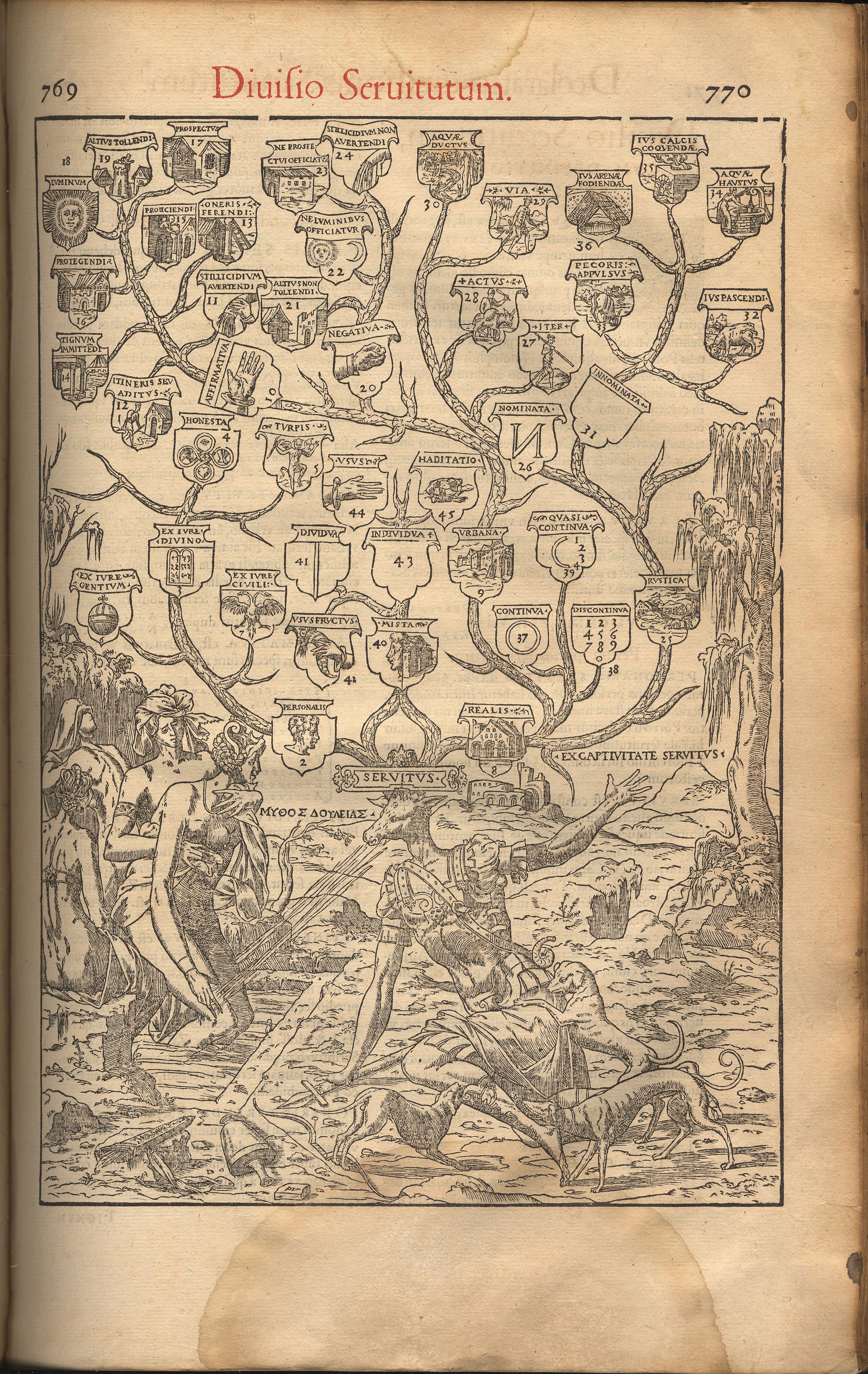
Stammbaum der Dienstbarkeiten des römischen Rechts (aus dem Corpus iuris civilis von 1548–1550), Pierre Eskrich.

Servitutes personae (servitutes personales; Personalservituten) war im antiken römischen Recht eine Sammelbezeichnung für das Recht von Dienstbarkeiten, die stets an eine bestimmte Person gebunden waren und dieser sachenrechtlich zugestanden wurden. Abzugrenzen waren die Personalservituten gegen die Prädialservituten, welche ausschließlich Einfluss auf das Rechtsverhältnis von Eigentümern benachbarter Grundstücke nahmen.
Nach heutigem Rechtsverständnis unterfielen dem Begriff der servitutes personae dingliche Rechte wie der Nießbrauch (ususfructus), höchstpersönliche Gebrauchsrechte ohne Fruchtziehung (usus), Wohnrechte (habitatio) und als weitläufiger Spezialfall des ususfructus, das Recht auf Beschäftigung fremder Sklaven und Tiere (operae servorum vel animalium).
Verbindlich begründet wurden Personalservituten im klassischen Recht durch Abtretungsgeschäfte bei Gericht und soweit Rechtsgeschäfte von Todes wegen zu regeln waren, durch Vindikationslegate. Während der Zeit Justinians in der Spätantike waren diesbezügliche Rechtsgeschäfte formlos vereinbar. Mit der Übernahme der Sache war vom Nutzungsberechtigten Sicherheit an den Eigentümer zu leisten (Kautionscharakter). Beendigungstatbestände waren Verzicht, Tod, Erwerb, Untergang, Ersitzung und Nichtausübung der Rechte. Rechtsschutz gewährten im Falle der Durchsetzung eines Nutzungsrechts die actio confessoria und zur Abwehr anmaßender Rechtseinräumung die actio negatoria.